# Kaatedocus siberi
Kaatedocus siberi é uma espécie de dinossauro da família Diplodocidae. É a única espécie descrita para o gênero Kaatedocus. Seus restos fósseis foram encontrados na formação Morrison ao norte do Wyoming, Estados Unidos, e datam do Jurássico Superior (Kimmeridgiano).